# エイミー・マクドナルド

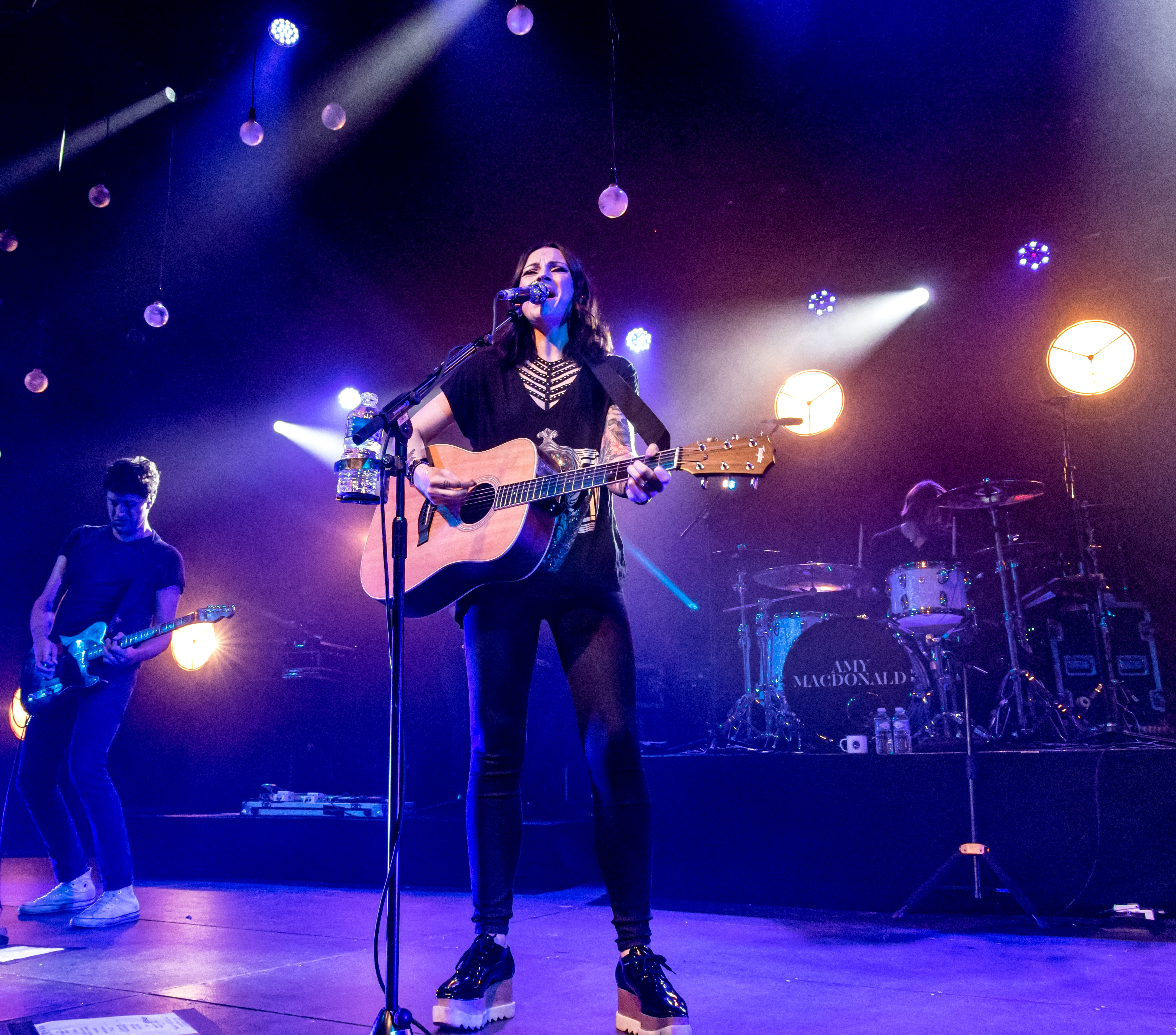
Amy MacDonald テント音楽祭2017フライブルク、ドイツ

エイミー・マクドナルド（Amy Elizabeth Macdonald, 1987年8月25日 - ）は、スコットランド出身のイギリスのシンガーソングライター。
2007年にリリースされたデビュー・アルバム『This Is the Life』は、全英アルバムチャートで1位を記録した。

## 生い立ち
イギリスの北部にあるスコットランドの中心部グラスゴーから北西に位置するイースト・ダンバートンシャイアにある小さな町であるビショップブリッグスで、スコットランド人である両親の間に生まれた。
家はグラスゴー郊外の典型的な中産階級であった。
父親は測量士のジミー・マクドナルドと母親は会計士のジョ・マクドナルドである。姉に医者になることを志すケイティがいる。
主にビショップブリッグスで育った。
マクドナルドは、2000年7月に行われたスコットランドの野外ロック･フェスティバルである「 T in the Park」フェスティバルで、同じスコットランド出身の、
ロックバンドであるトラヴィスの演奏を聴いていた。
そのトラヴィスのアルバム『ザ・マン・フー』その中でもとりわけ「ターン」に多大なる衝撃を受けた。12歳の頃のことであった。
それから父親の使い古しのギターで独習した。ほどなくして、作詞、作曲を自ら始めた。
15歳の時、マクドナルドは、地元ビショップブリッグスにある高校に通っていた。そのかたわら、グラスゴー市内にあるスコティッシュパブやカフェなどを演奏のため回った。町のストリートなどでも演奏をする日々を過ごした。とにかく演奏できる場所に行った。
17歳の時、たまたまニュー・ミュージカル・エクスプレスに新人歌手募集している広告を見かけた。やがて、マクドナルドは、たくさんの曲を詰めたデモCDを、レコード会社に送った。そのデモCDを音楽プロデューサーであるピート・ウィルキンソンが聴いた。文字どおり仰天したという。
すぐに連絡がマクドナルドの元にきた。その後、ピート・ウィルキンソンと共にレコーディングに時間を費やした。やがてそれは完成した。それがデビュー・アルバム『This Is the Life』であった。

## 主な経歴
2007年7月、デビュー・アルバム『This Is the Life』は、全英アルバムチャートで初登場2位を記録した。その後も長期間にわたってチャートインし続け、翌年の2008年の1月に、ついに第1位を記録した。
スイス、オランダ、デンマーク、ビルボード・ヨーロピアン・アルバム・チャートでは1位を記録。ベルギー、スペインで2位、　ドイツ、オーストリアでは3位、スウェーデンでは5位であった。
この『This Is the Life』は、世界中で26個のプラチナとゴールドを獲得した。
2008年、スコティッシュ・プレミアリーグのフォルカークFCに所属していたサッカーのストライカーであるスティーヴ・ラヴェルと結婚
。
2009年頃から、2枚目のアルバム製作に取り掛かった。翌年の2010年に2枚目のアルバム『A Curious Thing』が完成した。
2枚目のアルバムである『A Curious Thing』は全英アルバムチャートで4位を記録した。ドイツ、スイス、オーストリア、ビルボード・ヨーロピアン・アルバム・チャートでは1位を記録。オランダ、ベルギー、ギリシャで2位、スウェーデンでは5位、デンマークにおいては7位であった。
2009年、ドイツでエコー賞の「Best Newcomer International」を受賞
。
同年、スイス・ミュージック・アウォーズの「Best International Album」と「Best International Song」をダブル受賞。
2011年にはエコー賞の「best international Rock/Pop Female」を受賞した。

## ディスコグラフィー

### アルバム
| 2007                                      | This Is the Life          | - 発売日: 2007年7月30日 - レーベル: Vertigo - フォーマット: CD, LP, digital download - 全英売上: 89.6万枚 | 1 | 3 | 2  | 1 | 3 | 16 | 1  | 1 | 2  | 5  | 1 | 92 | - UK: 2× プラチナ - AUT: 2× プラチナ - BEL: プラチナ - GER: プラチナ - IFPI: 2× プラチナ - SPA: ゴールド - SWE: ゴールド - SWI: 4× プラチナ |
| 2010                                      | A Curious Thing           | - 発売日: 2010年3月8日 - レーベル: Mercury - フォーマット: CD, LP, digital download - 全英売上: 26.7万枚  | 4 | 1 | 2  | 7 | 1 | 26 | 2  | 2 | 13 | 5  | 1 | —  | - UK: ゴールド - AUT: プラチナ - BEL: ゴールド - GER: 2× プラチナ - SWI: 2× プラチナ                                                        |
| 2012                                      | Life in a Beautiful Light | - 発売日: 2012年6月11日 - レーベル: Mercury - フォーマット: CD, LP, digital download - 全英売上: 17.4万枚 | 2 | 1 | 4  | 9 | 1 | 5  | 5  | 1 | 36 | 34 | 2 | —  | - UK: ゴールド - GER: プラチナ - PRT: ゴールド - SWI: プラチナ                                                                              |
| 2017                                      | Under Stars               | - 発売日: 2017年2月17日 - レーベル: Mercury - フォーマット: CD, LP, digital download                      | 2 | — | 21 | — | 2 | 75 | 18 | 2 | —  | —  | — | —  | |
| "—"は未発売またはチャート圏外を意味する。 |                           | |   |   |    |   |   |    |    |   |    |    |   |    | |

### シングル
- "Poison Prince"（2007）
- "Mr. Rock and Roll"（2007）
- "L.A."（2007）
- "This Is the Life"（2007）
- "Run"（2008）
- "Don't Tell Me That It's Over"（2010）
- "Spark"（2010）
- "This Pretty Face"（2010）
- "Love Love"（2010）
- "Your Time Will Come"（2010）

### EP
- "Amy Macdonald"（2007）
- "Live from Glasgow"（2007）
- "This Is the Life: Deluxe Edition"（2008）
- "A Curious Thing: Deluxe edition"（2010）
- "A Curious Thing: Special Orchestral Edition"（2010）
- "The Love Love UK and European Arena Tour Live 2010"（2010）

## 受賞とノミネート

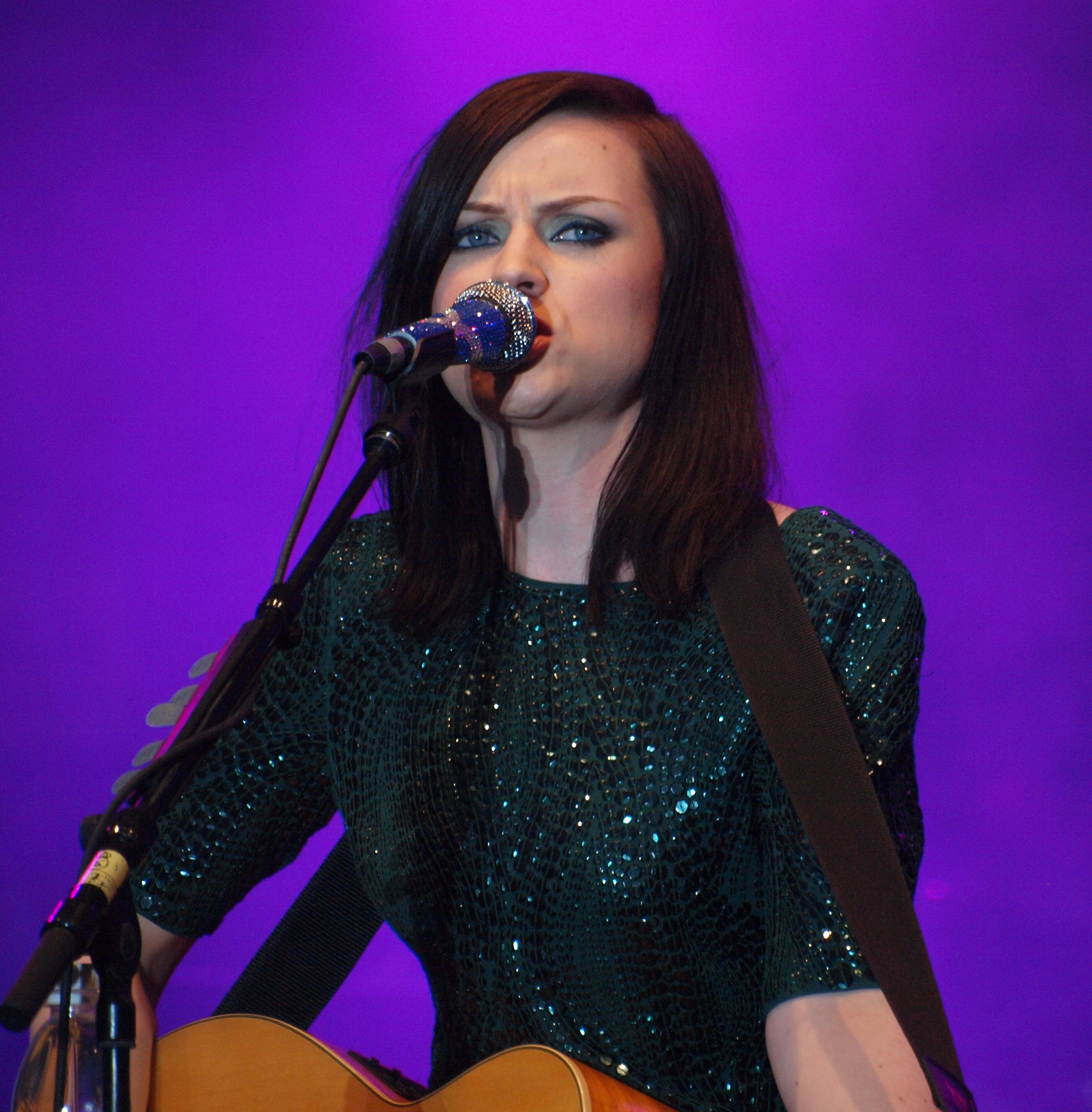
エイミー・マクドナルド（2010年）

| 年   | 賞                               | カテゴリ                                              | 結果 |
| ---- | -------------------------------- | ----------------------------------------------------- | ---- |
| 2011 | スイス・ミュージック・アウォーズ | Best International Album Rock/Pop - 'A Curious Thing' | 受賞 |
| 2011 | エコー賞                         | Best International Rock/Pop Female                    | 受賞 |
| 2010 | タータン・クレフ・アワード       | Best Album - 'A Curious Thing'                        | 受賞 |
| 2009 | スイス・ミュージック・アウォーズ | Best International Album - 'This Is The Life'         | 受賞 |
| 2009 | スイス・ミュージック・アウォーズ | Best International Song - 'This Is The Life'          | 受賞 |
| 2009 | エコー賞                         | Best Newcomer International                           | 受賞 |
| 2008 | デイリー・レコード               | Scottish Person of the Year                           | 受賞 |
| 2007 | シルバー・クレフ・アワード       | Best Newcomer                                         | 受賞 |